# Pommers Merenplateau
Het Pommers Merenplateau of Pommerse Meervlakte (Pools: Pojezierze Pomorskie, Duits: Pommersche Seenplatte) is een merengebied in Noordwest-Polen.
Bestuurlijk valt het Pommers Merenplateau onder de woiwodschap West-Pommeren. Tot 1945 was het gebied Duits. Het merenplateau maakt deel uit van de Baltische Landrug, een morenegebied aan de zuidkant van de Oostzee. Het Pommers Merenplateau vertoont grote gelijkenis met het Mazurisch Merenplateau en het Mecklenburger Merenplateau. 
Het grootste meer is de Jezioro Drawsko van ruim 18 km². Door dit meer stroomt de rivier de Drawa. De belangrijkste plaatsen in het gebied zijn Czaplinek, Szczecinek en Połczyn Zdrój. 

## Afbeeldingen

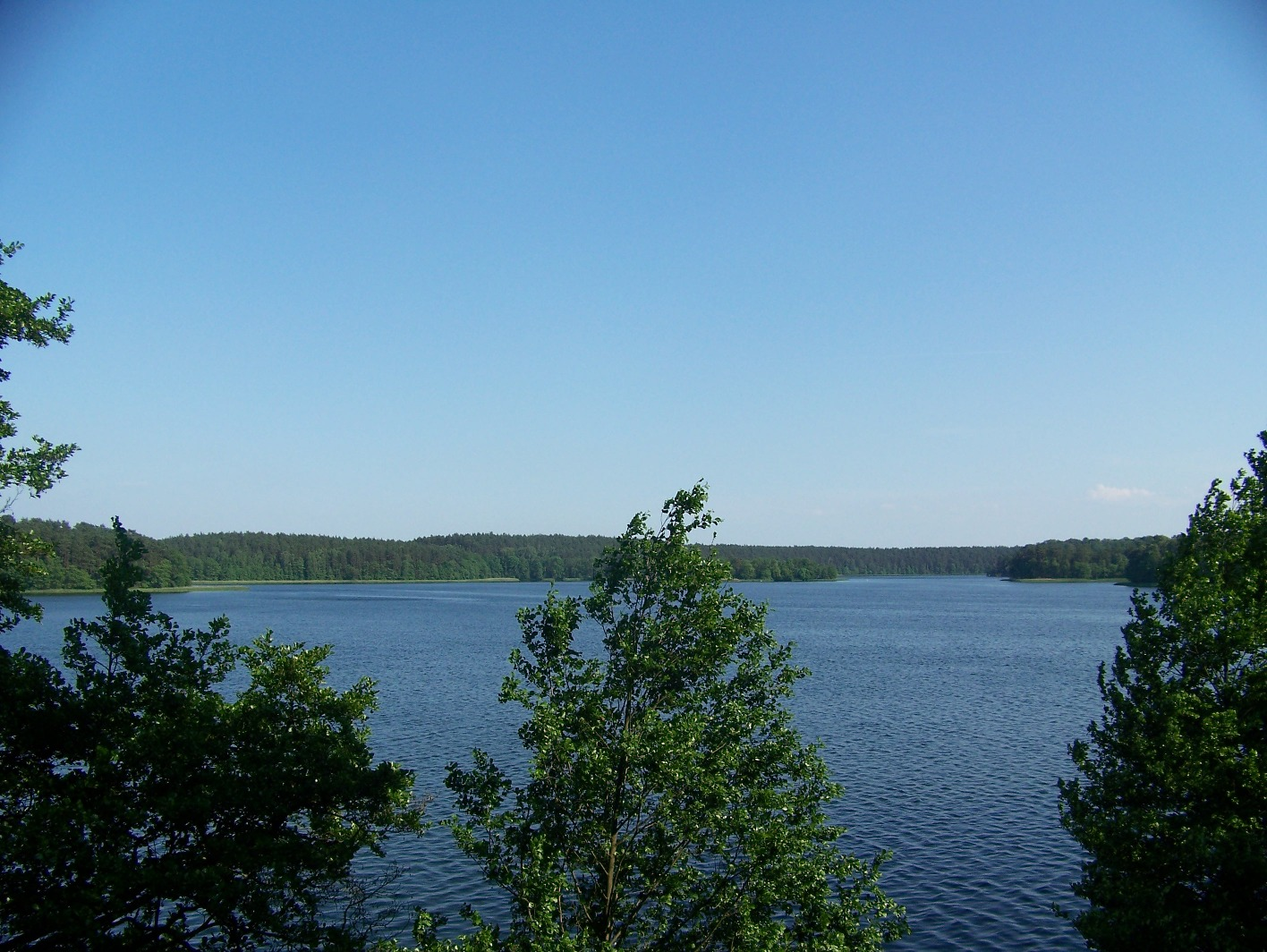
Jezioro Ostrowieckie
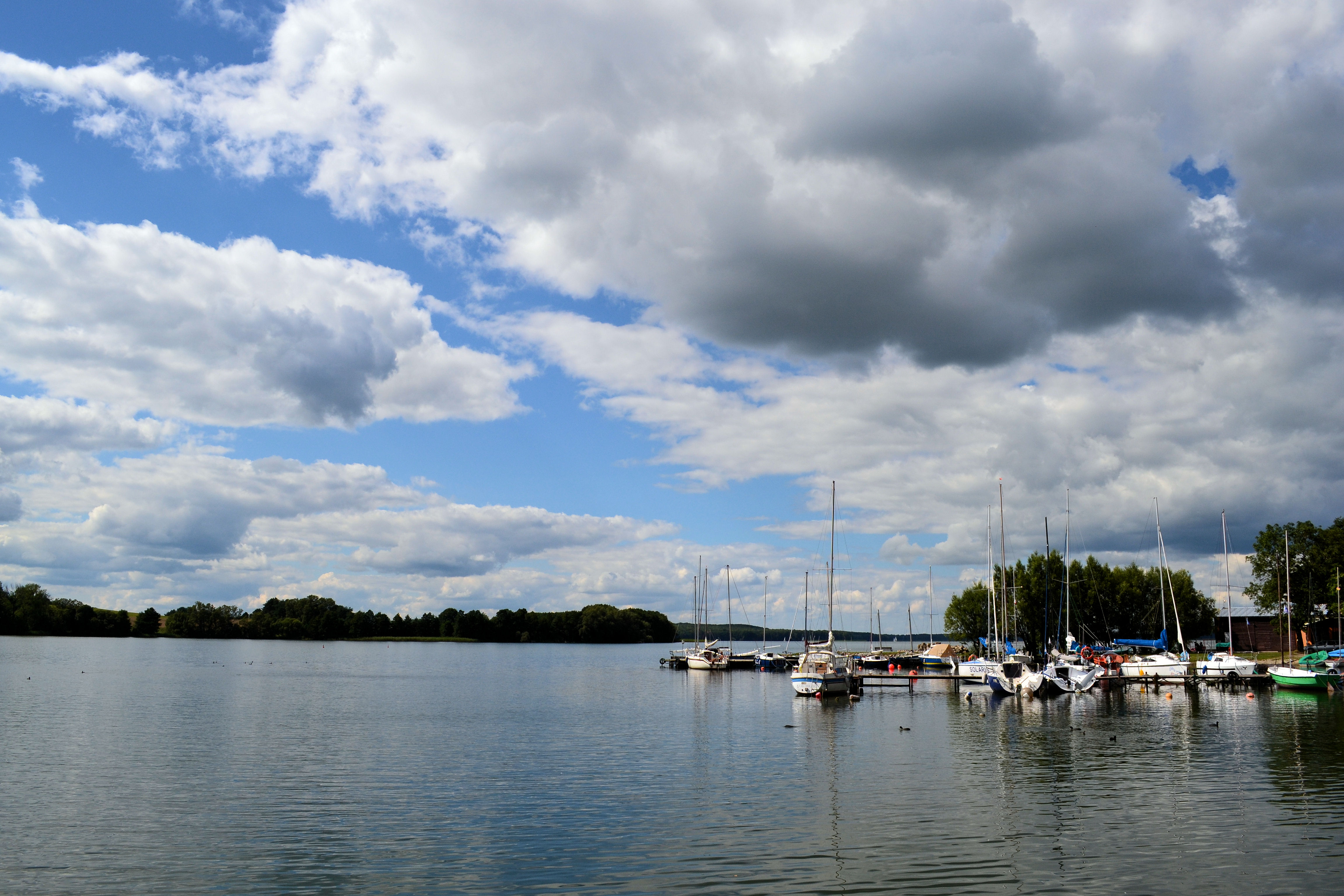
Jezioro Drawsko